# 阿涅洛
38°21′N 68°46′E / 38.350°N 68.767°E

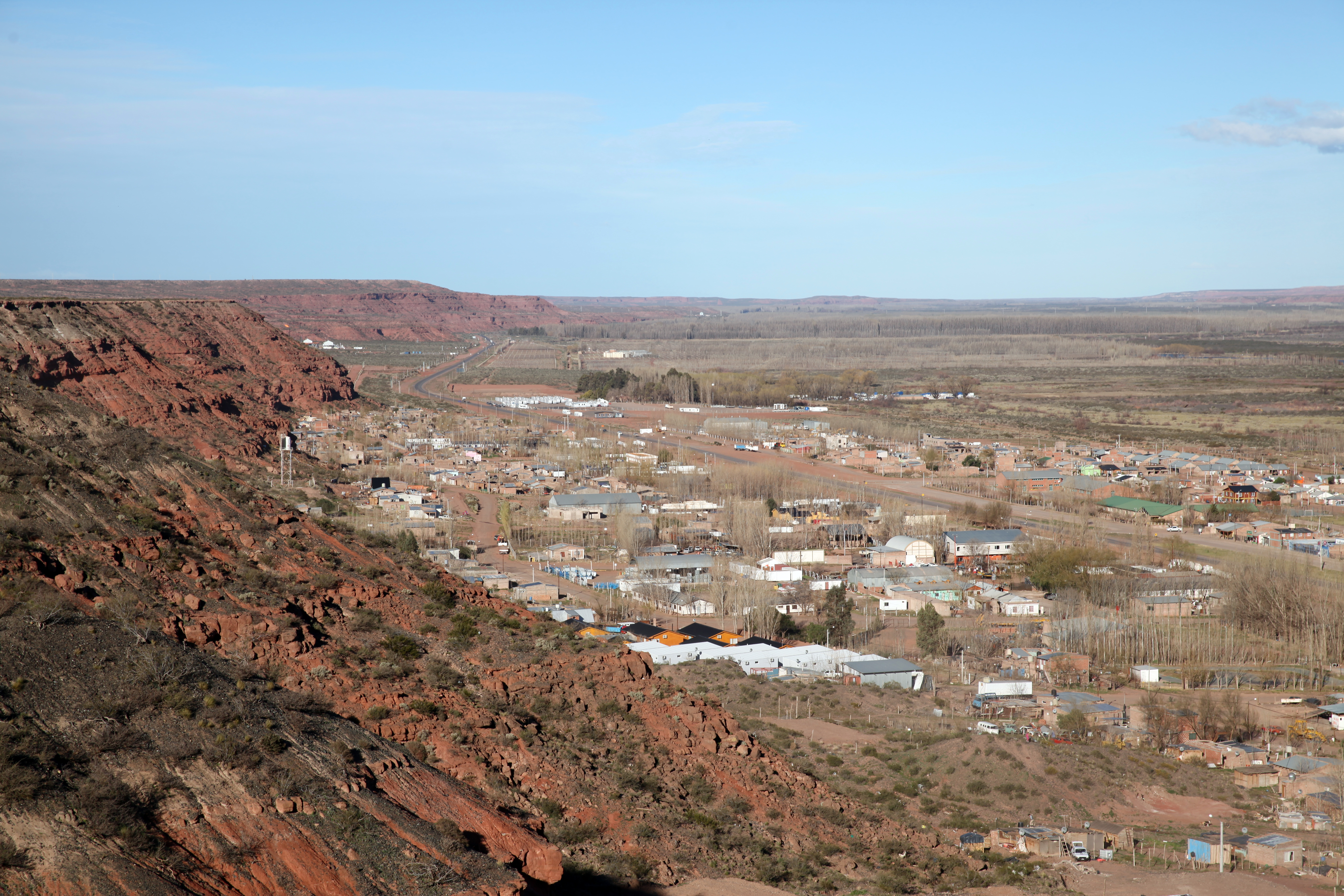
阿涅洛

阿涅洛（西班牙語：Añelo），是阿根廷的城鎮，位於該國西部內烏肯省，是阿涅洛縣的首府，始建於1915年10月20日，海拔高度396米，居民主要從事農業，2001年人口1,742。